# 高雄85金典超越巔峰國際登高賽
高雄85金典超越巔峰國際登高賽（Kaohsiung Tuntex 85 Sky Tower "Over the Top" Run Up），是2003年3月22日在台灣高雄市，為了配合第23屆高雄市體育季，而由高雄市政府教育局、高雄85大樓管理委員會主辦，中華民國路跑協會、高雄市立體育場承辦的比賽，地點位在高雄85大樓的1─75樓。而因為該樓層恰巧位於高雄金典酒店的範圍，故得此名。
雖然本項登高比賽有進行分組，不設置報名的名額限制，但主辦單位為了安全起見，仍然會要求參與75樓比賽的競賽組選手，必須進行心肺功能檢驗，合格者才能正式獲得參賽資格，而該項活動共吸引了1963位民眾參與。

## 競賽分組
依照年齡層，分為：
- 松壽組：男性65歲以上、女性60歲以上者，登高至12樓（51公尺）。
- 貴賓組：相關單位邀請貴賓參與的組別，登高至12樓（51公尺）。

- 前任高雄市長謝長廷、民眾日報副社長李彪，也在名單內。

- 親子組：兒童與家長（父母親或兄姐）合力登高至35樓（143.5公尺）的組別。
- 休閒運動組：依照年齡，再細分成「壯年組」與「長青組」，登高至35樓（143.5公尺）。

- 長青組：男性55～64歲、女性50～59歲。
- 壯年組：男性45～54歲、女性40～49歲。

- 競賽組：也就是「公開組」，有依照性別區分，不限年齡，爬到75樓完成比賽後，不分名次可獲頒「超越巔峰認證書」。

## 樓層配置
| - 1樓：起點區、主舞台活動區。 - 12樓（CORE8）：松壽組、貴賓組終點區。親子組、休閒運動組、競賽組中繼轉換樓層。 - 13樓（CORE2）：親子組、休閒運動組中繼轉換樓層。 | - 35樓（CORE9）：親子組、休閒運動組終點區。 - 36樓（CORE3）：競賽組中繼轉換樓層。 - 71樓（CORE2）：競賽組中繼轉換樓層。 - 75樓（CORE6）：競賽組終點區。 |

另外，每5倍數樓層（5樓、10樓、15樓、20樓、25樓、30樓、35樓、40樓、45樓、50樓、55樓、60樓、65樓、70樓、75樓）都有設置「大會臨時醫療區」，以防止意外事故發生。

## 大會記錄

### 鳳凰志工隊
為了要讓醫療團隊更臻完善，高雄市政府消防局與高雄榮民總醫院，動員76名醫護人員，其中更選出了24位EMT，組成「鳳凰志工」，加入緊急救護行列。

#### 組織架構
- 總召集人：黃豐締醫師（高雄榮民總醫院）
- 領隊：陳國長（高雄市義勇消防大隊副分隊長）、吳皇謙（高雄市義勇消防大隊副小隊長）。
- 隊員：黃錦景（高雄市義消總隊中隊助理幹事）、呂博進、紀榮助、林聰吉（高雄市消防局長）、陳守宜、王昭昌、謝南雄、葉建廷、呂俊雄、陳建銘、陳應新、林錦燦、蘇育民、韓福田、歐文銘、張錦國、張振芳、永長、邵明春、陳致宏、朱德敏、陳客榮。

#### 基本衣裝
藍色短袖T-Shirt、深色長褲、橘紅色救助帽、救護背心、運動鞋、口對口的口罩（預先分配）、無線電對講機。

### 特殊記錄
- 最先完成比賽者：林祥（24歲，海軍陸戰隊），12分43秒。
- 最年長者：王贊勳（85歲），以22分30秒的成績完成75樓的挑戰。
- 最年輕者：伍英祥、伍英子雙胞胎兄妹（皆為10歲），與父親伍順全以16分46秒完成親子組比賽。
- 邱樹嘉以小丑裝扮參與比賽，受到媒體矚目。[9]

## 各組重點成績
| 名次   | 公開男子組 | 公開男子組 | 公開女子組 | 公開女子組 |
| 第一名 | 黃國榮     | 8分23秒    | 陳新儀     | 14分41秒   |
| 第二名 | 謝宗傑     | 10分31秒   | 李淑文     | 15分21秒   |
| 第三名 | 蔣清吉     | 10分34秒   | 穆燕萍     | 15分41秒   |
| 第四名 | 馬偉政     | 10分37秒   | 莊廷玉     | 15分44秒   |
| 第五名 | 歐忠炎     | 10分59秒   | 簡秀年     | 15分45秒   |
| 第六名 | 吳有家     | 11分04秒   | 凌安妮     | 15分49秒   |
| 第七名 | 何盡平     | 11分18秒   | 邱淑容     | 15分51秒   |
| 第八名 | 楊榮書     | 11分25秒   | 徐念慈     | 15分52秒   |
| 第九名 | 歐建銘     | 11分41秒   | 游秀倩     | 15分59秒   |
| 第十名 | 王瑋誼     | 11分45秒   | 吳沛樺     | 16分09秒   |

| 名次   | 壯年男子組 | 壯年男子組 | 壯年女子組 | 壯年女子組 |
| 第一名 | 吳銘鎮     | 5分21秒    | 鄭美月     | 7分32秒    |
| 第二名 | 朱正福     | 5分43秒    | 賴雙妹     | 8分09秒    |
| 第三名 | 羅鎮洲     | 5分57秒    | 邱淑貞     | 8分17秒    |
| 第四名 | 周順天     | 6分03秒    | 周玉蘭     | 9分55秒    |
| 第五名 | 陳文起     | 6分07秒    | 陳明妹     | 10分43秒   |

| 名次   | 公開男子組 | 公開男子組 | 公開女子組 | 公開女子組 |
| 第一名 | 王政雄     | 6分12秒    | 莊幸珠     | 8分53秒    |
| 第二名 | 吳清章     | 6分19秒    | 賴瓊姿     | 9分04秒    |
| 第三名 | 羅煥鈿     | 6分24秒    | 王九秋     | 10分55秒   |

| 名次   | 公開男子組 | 公開男子組 | 公開女子組 | 公開女子組 |
| 第一名 | 高文發     | 2分08秒    | 邱芳枝     | 2分43秒    |
| 第二名 | 陳富雄     | 2分16秒    | 高澄惠     | 3分25秒    |
| 第三名 | 張清乙     | 2分17秒    | 柳張玉櫻   | 3分39秒    |

| 名次   | 親子組 | 親子組 | 親子組  |
| 第一名 | 吳有家 | 吳尚霖 | 6分41秒 |
| 第二名 | 楊紅煥 | 楊雅帆 | 6分45秒 |
| 第三名 | 彭仁堂 | 彭冠偉 | 7分08秒 |
| 第四名 | 吳勝銘 | 吳晉維 | 7分34秒 |
| 第五名 | 張志宏 | 張文益 | 7分36秒 |

## 後續延伸
| - 由於高雄85大樓管理委員會在舉辦比賽後已經進行改組，加上大樓經營權持續不穩定，故該項比賽在後期舉辦的狀況也更加不明確，或許是相關單位在未來辦理時應當注意的要點。 - 高雄市政府消防局在本比賽尚未恢復的期間，曾於2006年1月7日舉辦「高雄85大樓負重登高賽」，以驗收消防隊的訓練成果，此項比賽分為負重登梯組與免揹消防器材的民眾組，都要爬到12樓完成比賽。各組參考成績如右： | \| 名次 \| 民眾組 \| 負重登梯消防組 \| \| 第一名 \| 許哲嘉 \| 新興區新興分隊 \| \| 第二名 \| 孫吉山 \| 小港區大林分隊 \| \| 第三名 \| 郭金溢 \| 三民區鼎金分隊 \| \| 第四名 \| 吳同恩 \| 三民區鼎金分隊 \| \| 第五名 \| 呂俊寬 \| 三民區鼎金分隊 \| \| 第六名 \| 楊政文 \| 三民區鼎金分隊 \| |                |
| 名次 | 民眾組 | 負重登梯消防組 |
| 第一名 | 許哲嘉 | 新興區新興分隊 |
| 第二名 | 孫吉山 | 小港區大林分隊 |
| 第三名 | 郭金溢 | 三民區鼎金分隊 |
| 第四名 | 吳同恩 | 三民區鼎金分隊 |
| 第五名 | 呂俊寬 | 三民區鼎金分隊 |
| 第六名 | 楊政文 | 三民區鼎金分隊 |

## 資料來源
1. ↑  崔家琪：《高雄金典85登高賽登場 挑戰世界第四高大樓》。《東森新聞》報導，2003年3月22日，體育重點新聞 , （繁體中文）
2. 1 2  徐如宜：《金典大樓登高賽 報名延至17日 22日舉行 最高要爬到75樓 選手須測試心肺功能》。原載《聯合報（南部版）》，2003年3月7日，第18版（高市澎縣新聞）。
3. ↑  高雄市立體育場：「體育季超越顛峰登高賽實施計畫及報名表」 ，2003年1月27日。（繁體中文）
4. ↑  吳峙嵩：《高市八五摩天樓登高賽 黃國榮8分23秒搶得第一名》。《東森新聞》報導，2003年3月22日，體育重點新聞。
5. ↑  中華日報：《「港都義消園地」：體育季登場 鳳凰志工出動 八十五層樓國際登高賽今起跑 二十四名志工配合榮總設置緊急醫療站 協助救護工作》。原載《中華日報（南部版）》，2003年3月22日，第21版（南部焦點）。
6. ↑  梁靜：《超越顛峰 1900人挑戰摩天樓 爬登75層樓 最快8分23秒 有人後繼無力 有人雙腿發軟 登頂者擊掌慶祝 謝長廷說好累》。原載《聯合報（南部版）》，2003年3月22日，第20版（生活）。
7. 1 2  李義：《85樓登高賽，老少超越顛峰》。原載《中國時報（南部版）》，2003年3月23日，第18版（高屏澎東新聞）。
8. ↑  吳明娟：《超越顛峰 大家一起來 3歲到85歲選手 完成登爬統統有獎》。原載《民生報（南部版）》，2003年3月23日，CR1版（地方綜合新聞〈南〉）。
9. ↑  陳立國、王秀成：《85大樓登高賽兩千人競跑 小丑爺爺衝先鋒 （页面存档备份，存于）》，《大紀元》報導，2003年3月22日（繁體中文）
10. ↑  感謝高雄市立體育場 推廣組 王美鈺小姐提供，該項資料已經獲得該單位許可利用於中文維基百科。
11. ↑  程啟峰：《提升消防體能 85大樓負重爬梯賽登場 （页面存档备份，存于）》，原載《中央通訊社》。2006年1月7日，台灣地方新聞。（繁體中文）